# Ministre de l'Immigration, des Réfugiés et de la Citoyenneté
Le ministre de l'Immigration, des Réfugiés et de la Citoyenneté (en anglais, Minister of Immigration, Refugees and Citizenship) est le ministre du gouvernement fédéral canadien responsable de la politique d'immigration au Canada.

## Historique
Le 4 novembre 1993, lors de la constitution du premier cabinet dirigé par Jean Chrétien, les responsabilités de l'immigration sont transférés au poste de secrétaire d'État, et son titulaire, Sergio Marchi (en), est désigné comme ministre de la Citoyenneté et de l'Immigration. Cette réorganisation est confirmée le 30 juin 1994 lors que le poste de ministre de la Citoyenneté et de l'Immigration est officiellement créé,, une semaine après la sanction de la Loi sur le ministère de la Citoyenneté et de l'Immigration.

## Liste des titulaires
| Titulaire Parti                                                      | Titulaire Parti                                              | Titulaire Parti                                              | Début                                                        | Fin                                                          | Cabinet          |
| -------------------------------------------------------------------- | ------------------------------------------------------------ | ------------------------------------------------------------ | ------------------------------------------------------------ | ------------------------------------------------------------ | ---------------- |
| Ministre de la Citoyenneté et de l'Immigration                       | Ministre de la Citoyenneté et de l'Immigration               | Ministre de la Citoyenneté et de l'Immigration               | Ministre de la Citoyenneté et de l'Immigration               | Ministre de la Citoyenneté et de l'Immigration               | 26e (Chrétien)   |
|                                                                      |                                                              | Sergio Marchi (en) Libéral                                   | 30 juin 1994                                                 | 24 janvier 1996                                              | 26e (Chrétien)   |
|                                                                      |                                                              | Lucienne Robillard Libéral                                   | 25 janvier 1996                                              | 2 août 1999                                                  | 26e (Chrétien)   |
|                                                                      |                                                              | Elinor Caplan (en) Libéral                                   | 3 août 1999                                                  | 14 janvier 2002                                              | 26e (Chrétien)   |
|                                                                      |                                                              | Denis Coderre Libéral                                        | 15 janvier 2002                                              | 11 décembre 2003                                             | 26e (Chrétien)   |
|                                                                      |                                                              | Judy Sgro Libéral                                            | 12 décembre 2003                                             | 13 janvier 2005                                              | 27e (Martin)     |
|                                                                      |                                                              | Joe Volpe Libéral                                            | 14 janvier 2005                                              | 5 février 2006                                               | 27e (Martin)     |
|                                                                      |                                                              | Monte Solberg Conservateur                                   | 6 février 2006                                               | 3 janvier 2007                                               | 28e (Harper)     |
|                                                                      |                                                              | Diane Finley Conservateur                                    | 4 janvier 2007                                               | 29 octobre 2008                                              | 28e (Harper)     |
| Ministre de la Citoyenneté, de l'Immigration et du Multiculturalisme |                                                              |                                                              |                                                              |                                                              | 28e (Harper)     |
|                                                                      |                                                              | Jason Kenney Conservateur                                    | 30 octobre 2008                                              | 15 juillet 2013                                              | 28e (Harper)     |
| Ministre de la Citoyenneté et de l'Immigration                       |                                                              |                                                              |                                                              |                                                              | 28e (Harper)     |
|                                                                      |                                                              | Chris Alexander Conservateur                                 | 15 juillet 2013                                              | 4 novembre 2015                                              | 28e (Harper)     |
| Ministre de l'Immigration, des Réfugiés et de la Citoyenneté         | Ministre de l'Immigration, des Réfugiés et de la Citoyenneté | Ministre de l'Immigration, des Réfugiés et de la Citoyenneté | Ministre de l'Immigration, des Réfugiés et de la Citoyenneté | Ministre de l'Immigration, des Réfugiés et de la Citoyenneté | 29e (J. Trudeau) |
|                                                                      |                                                              | John McCallum Libéral                                        | 4 novembre 2015                                              | 10 janvier 2017                                              | 29e (J. Trudeau) |
|                                                                      |                                                              | Ahmed Hussen Libéral                                         | 10 janvier 2017                                              | 20 novembre 2019                                             | 29e (J. Trudeau) |
|                                                                      |                                                              | Marco Mendicino Libéral                                      | 20 novembre 2019                                             | 26 octobre 2021                                              | 29e (J. Trudeau) |
|                                                                      |                                                              | Sean Fraser Libéral                                          | 26 octobre 2021                                              | 26 juillet 2023                                              | 29e (J. Trudeau) |
|                                                                      |                                                              | Marc Miller Libéral                                          | 26 juillet 2023                                              | 14 mars 2025                                                 | 29e (J. Trudeau) |
|                                                                      |                                                              | Rachel Bendayan Libéral                                      | 14 mars 2025                                                 | 13 mai 2025                                                  | 30e (M. Carney)  |
|                                                                      |                                                              | Lena Diab Libéral                                            | 13 mai 2025                                                  | En fonction                                                  | 30e (M. Carney)  |

### Anciens postes

#### Ministre de la Citoyenneté et de l'Immigration (1950-1966)
Avant 1950, les responsabilités du portefeuille de la Citoyenneté et de l'Immigration original sont principalement assumées par le ministre de la Reconstruction et des Approvisionnements ; la branche des Affaires Indiennes relève du ministre des Mines et des Ressources. En 1966, le portefeuille est remplacé par celui du ministre de la Main-d'œuvre et de l'Immigration, tandis que la branche des Affaires indiennes est transférée au nouveau portefeuille du ministre des Affaires indiennes et du Nord canadien.
| 1. | Walter Edward Harris            | 18 janvier 1950 - 30 juin 1954       | sous le Premier ministre Louis St-Laurent        |
| 2. | Jack Pickersgill                | 1er juillet 1954 - 21 juin 1957      | sous le Premier ministre Louis St-Laurent        |
| *  | Edmund Davie Fulton (suppléant) | 21 juin 1957 - 11 mai 1958           | sous le Premier ministre John George Diefenbaker |
| 3. | Ellen Fairclough                | 12 mai 1958 - 8 août 1962            | sous le Premier ministre John George Diefenbaker |
| 4. | Richard Albert Bell             | 9 août 1962 - 22 avril 1963          | sous le Premier ministre John George Diefenbaker |
| 5. | Guy Favreau                     | 22 avril 1963 - 2 février 1964       | sous le Premier ministre Lester Pearson          |
| 6. | René Tremblay                   | 3 février 1964 - 14 février 1965     | sous le Premier ministre Lester Pearson          |
| 7. | John Robert Nicholson           | 15 février 1965 - 17 décembre 1965   | sous le Premier ministre Lester Pearson          |
| 8. | Jean Marchand                   | 18 décembre 1965 - 30 septembre 1966 | sous le Premier ministre Lester Pearson          |